# Преждевременная недостаточность яичников
Преждевременная недостаточность яичников или синдром истощения яичников — синдром, основным проявлением которого является прекращение функции яичников в возрасте до 40 лет и характеризующийся нарушением менструальной функции (олигоменорея или аменорея), повышенным уровнем гонадотропинов и сниженной концентрацией эстрадиола.

## Эпидемиология
Встречается у 1-3 % женщин. В возрасте до 20 лет распространённость преждевременной недостаточности яичников составляет 1:10000 женщин, моложе 30 лет — 1:1000, моложе 40 лет — 1:100 женщин. Семейные формы встречаются редко и составляют не более 4—20 %.

## Этиология
Причина заболевания в большинстве случаев остаётся неизвестной.
Этиологическая классификация:
1. Идиопатическая ПНЯ
2. Аутоиммунная
3. Дефекты Х-хромосомы: синдром Шерешевского — Тёрнера, синдром ломкой Х-хромосомы
4. Моногенные мутации
Синдромы: галактоземия, блефарофимоз, псевдогипопаратиреоз
Изолированные дефекты: мутация гена рецептора фолликулостимулирующего гормона, лютеинизирующего гормона; мутация гена ингибина A; мутация гена актора транскрипции
5. Ятрогенная: удаление яичников, химио- и лучевая терапия
6. Вирусные инфекции: краснуха, опоясывающий герпес, цитомегаловирусная инфекция.

## Клиническая картина
Основным клиническим проявлением является олигоменорея или аменорея.

## Диагностика
Для постановки диагноза необходимо исследование уровня гормонов и проведение функциональны проб.
Для преждевременного истощения яичников характерно повышение уровня гонадотропинов, особенно ФСГ, снижение уровня половых стероидов вплоть до их полного отсутствия и снижение уровня пролактина в 2 раза.
Проба с прогестероном отрицательная, с эстрогенами и гестаминами положительная.

## Лечение
Поскольку основной проблемой при преждевременной недостаточности яичников является недостаточный синтез половых стероидов, необходимо проведение заместительной гормональной терапии. В связи с низким уровнем половых стероидов возрастает риск остеопороза, поэтому необходимо ежедневно потреблять 1200—1500 мг кальция, витамин D и достаточное количество физической нагрузки. ЗГТ нужно назначать в минимально эффективной дозе.